# GSC2
GSC2 (англ. Goosecoid homeobox 2) – білок, який кодується однойменним геном, розташованим у людей на довгому плечі 22-ї хромосоми. Довжина поліпептидного ланцюга білка становить 205 амінокислот, а молекулярна маса — 21 545.
| 10         |  | 20         |  | 30         |  | 40         |  | 50         |
| ---------- |  | ---------- |  | ---------- |  | ---------- |  | ---------- |
| MAAAAGGAAS |  | RRGAGRPCPF |  | SIEHILSSLP |  | ERSLPARAAC |  | PPQPAGRQSP |
| AKPEEPGAPE |  | AAPCACCCCC |  | GPRAAPCGPP |  | EAAAGLGARL |  | AWPLRLGPAV |
| PLSLGAPAGG |  | SGALPGAVGP |  | GSQRRTRRHR |  | TIFSEEQLQA |  | LEALFVQNQY |
| PDVSTRERLA |  | GRIRLREERV |  | EVWFKNRRAK |  | WRHQKRASAS |  | ARLLPGVKKS |
| PKGSC      |  |            |  |            |  |            |  |            |

A: Аланін

C: Цистеїн

D: Аспарагінова кислота

E: Глутамінова кислота

F: Фенілаланін

G: Гліцин

H: Гістидин

I: Ізолейцин

K: Лізин

L: Лейцин

M: Метіонін

N: Аспарагін

P: Пролін

Q: Глутамін

R: Аргінін

S: Серин

T: Треонін

V: Валін

W: Триптофан

Білок має сайт для зв'язування з ДНК. 
Локалізований у ядрі.